# Ubstadt-Weiher
Ubstadt-Weiher este o comună din landul Baden-Württemberg, Germania.